# Cheilotrichia (Empeda) nigrostylata
Cheilotrichia (Empeda) nigrostylata is een tweevleugelige uit de familie steltmuggen (Limoniidae). De soort komt voor in het Palearctisch gebied.